# Municipio de Julo
El municipio de Julo (en georgiano: ხულოს მუნიციპალიტეტი) es un municipio de Georgia perteneciente a la República autónoma de Ayaria. El área total del municipio es 710 kilómetros cuadrados (274 mi²) y su centro administrativo es el asentamiento urbano de Julo. La población era 23.327, según el censo de 2014.

## Geografía
El municipio de Julo limita con el municipio de Shuajevi al oeste, el municipio de Chojatauri de Guria al norte, al este con el municipio de Adigueni y la frontera con Turquía al sur.
El área del municipio es montañosa: en el sur, a lo largo de la frontera estatal con Turquía, se extienden las montañas de Shavsheti con el Kentshauli (2992 m) y en el norte la cordillera de Mesjetia, que tienen montañas de hasta 2700 metros de altura. El río más grande es el río Ayaritskali.

### Clima
El clima en los valles es subtropical.  La temperatura media anual es de 10,1 °C, la precipitación media anual es de 1000-1200 mm.

## Historia
El territorio del municipio de Julo se incluyó en el uyezd de Batumi de la gobernación de Kutaisi, en 1924 se formó en una mazra separada y se llamó mazra de Jula (desde 1930 se nombró como distrito de Jula y desde 1940, raión de Julo). El raión de Shuajevi se separó en 1952, al que se unió nuevamente en 1963. En 1965, el raión de Shuakhevi finalmente se separó y se formó dentro de las fronteras actuales. 
Desde 2006, el raión se conoce como municipio de Julo.

## Política
La asamblea municipal de Julo (en georgiano: ხულოს საკრებულო) es un órgano representativo en el municipio de Julo, que consta de 24 miembros que se eligen cada cuatro años. La última elección se llevó a cabo en octubre de 2021. Vajtang Beridze del Sueño Georgiano (SG) fue elegido alcalde en las últimas elecciones.
| Partido político | Partido político                    | 2017 | 2021 |
| ---------------- | ----------------------------------- | ---- | ---- |
|                  | Sueño Georgiano                     | 17   | 14   |
|                  | Movimiento Nacional Unido           | 6    | 6    |
|                  | Para Georgia                        |      | 2    |
|                  | Lelo por Georgia                    |      | 1    |
|                  | Constructor de Estrategia           |      | 1    |
|                  | Georgia Europea                     | 3    |      |
|                  | Alianza de los Patriotas de Georgia | 1    |      |
|                  | Georgia Libre                       | 1    |      |
| Total            | Total                               | 28   | 24   |

## División administrativa
El municipio consta de 1 daba o asentamientos de tipo urbano, Julo, y 78 pueblos (sopeli).
Los temi o consejos de pueblos son: Agara, Dekanashvilebi, Didachara, Dioknisi, Goryomi, Jijadziri, Pushrukauli, Riketi, Satsijuri, Sjalti, Tjilvana, Vashlovani.

## Demografía
La población del municipio de Julo ha disminuido desde 1989, con una pérdida de población del 40%.
| Población del municipio de Julo                                        | Población del municipio de Julo | Población del municipio de Julo | Población del municipio de Julo | Población del municipio de Julo | Población del municipio de Julo | Población del municipio de Julo | Población del municipio de Julo | Población del municipio de Julo | Población del municipio de Julo | Población del municipio de Julo | Población del municipio de Julo |
|                                                                        | 1897                            | 1922                            | 1926                            | 1939                            | 1959                            | 1970                            | 1979                            | 1989                            | 2002                            | 2014                            | 2021                            |
| ---------------------------------------------------------------------- | ------------------------------- | ------------------------------- | ------------------------------- | ------------------------------- | ------------------------------- | ------------------------------- | ------------------------------- | ------------------------------- | ------------------------------- | ------------------------------- | ------------------------------- |
| Municipio de Julo                                                      | -                               | -                               | -                               | 38 471                          | 28 159                          | 34 282                          | 38 782                          | 39 388                          | 33 430                          | 23 327                          |                                 |
| Asentamiento de Julo                                                   | -                               | -                               | -                               | 883                             | 809                             | 1170                            | 825                             | 1131                            | 1142                            | 1007                            | 902                             |
| Datos: Estadística de población de Georgia desde 1897 hasta hoy. Nota: |                                 |                                 |                                 |                                 |                                 |                                 |                                 |                                 |                                 |                                 |                                 |

La población está compuesta por un 98,14% de georgianos.
|              | 1939      | 1939       | 2002      | 2002       | 2014      | 2014       |
| Grupo étnico | Población | Porcentaje | Población | Porcentaje | Población | Porcentaje |
| ------------ | --------- | ---------- | --------- | ---------- | --------- | ---------- |
| Georgianos   | 37 612    | 97,8%      | 33 377    | 99,84%     | 23 105    | 99,05%     |
| Rusos        | 469       | 1,2%       | 12        | 0,04%      | 7         | 0,03%      |
| Ucranianos   | 469       | 1,2%       | 7         | 0,02%      | 3         | 0,01%      |
| Armenios     | 49        | 0,1%       | 5         | 0,01%      | 1         | 0,01%      |
| Abjasios     | -         | -          | 23        | 0,07%      | 2         | 0,01%      |
| Osetios      | 2         | 0,1%       | 4         | 0,01%      | 2         | 0,01%      |
| Griegos      | 102       | 0,3%       | 2         | 0,01%      | 1         | 0,01%      |
| Azeríes      | 8         | 0,1%       | 3         | 0,01%      | 12        | 0,05%      |
| Kurdos       | 19        | 0,1%       | -         | -          | -         | -          |
| Judíos       | 11        | 0,1%       | -         | -          | -         | -          |
| Alemanes     | 1         | 0,1%       | -         | -          | -         | -          |
| Turcos       | -         | -          | -         | -          | 1         | 0,01%      |
| Total        | 38 471    | 100%       | 33 430    | 100%       | 23 327    | 100%       |

## Economía
La rama principal de la economía del municipio es la agricultura, es decir, la ganadería y la horticultura (horticultura, producción de patatas, cultivos de cereales). 
La estación climática de montaña Beshumi está ubicada en el municipio de Julo, la construcción de una estación de esquí de montaña está en marcha en paso de Goderdze (2025 m sobre el nivel del mar).

## Infraestructura

### Arquitectura, monumentos y lugares de interés
Uno de los lugares de mayor importancia de todo el municipio es la catedral de Sjalta (siglo XIII). Otros lugares de interés son la fortaleza de Jijani (siglos X-XIII). Al este del municipio se encuentra el lago Verde.

## Galería

Río Ayaritskali
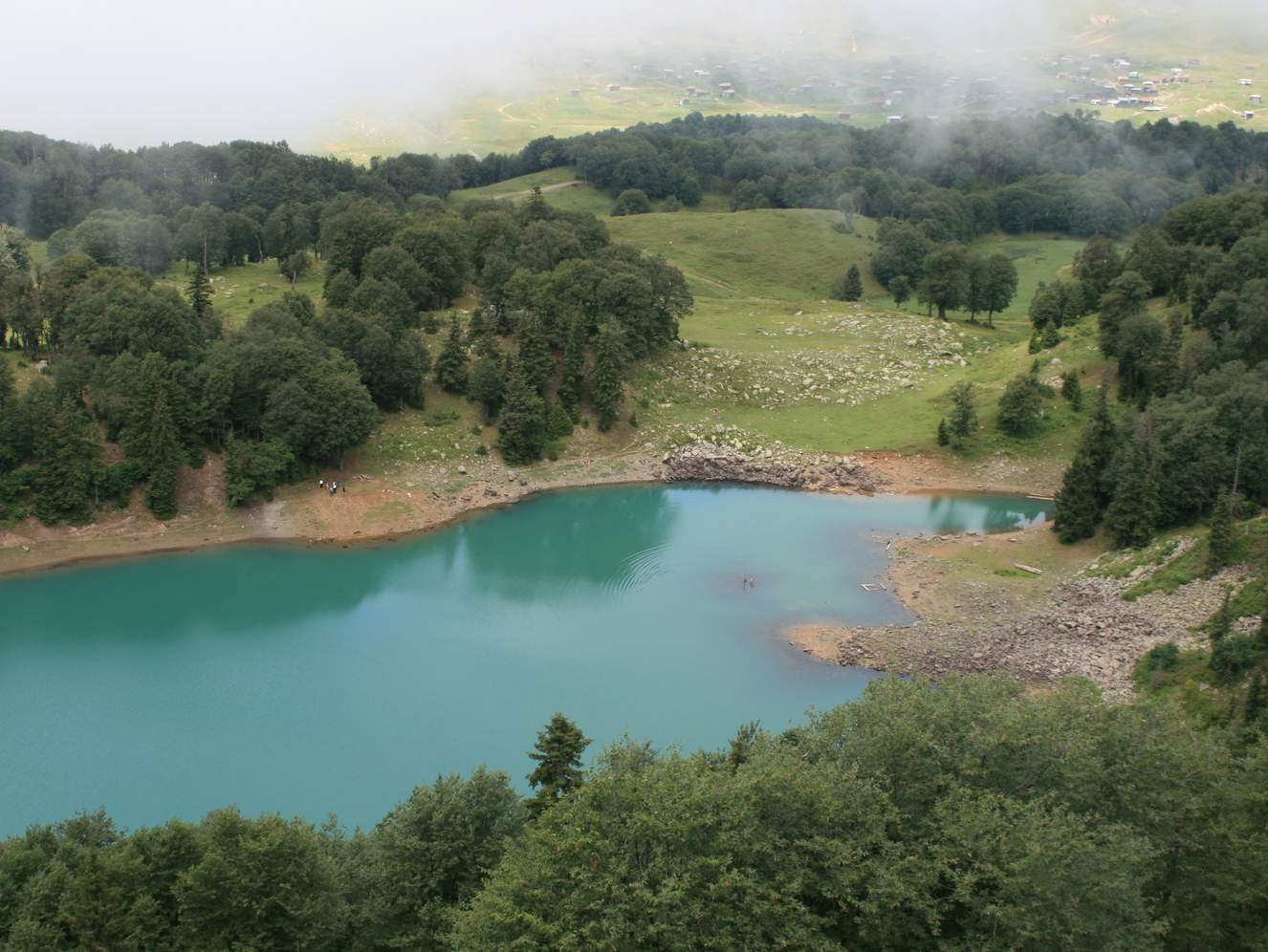
Lago Verde
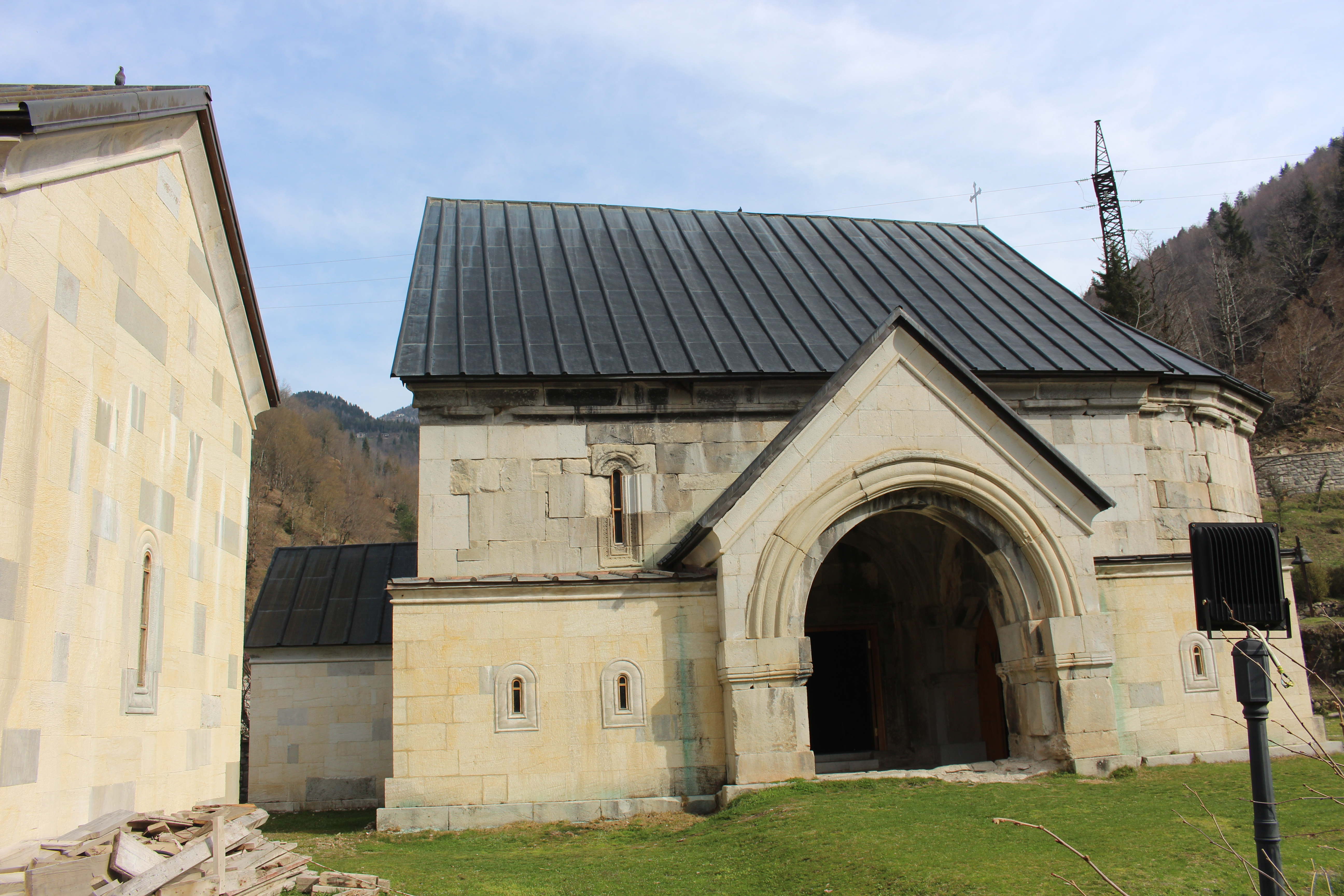
Catedral de Sjalta
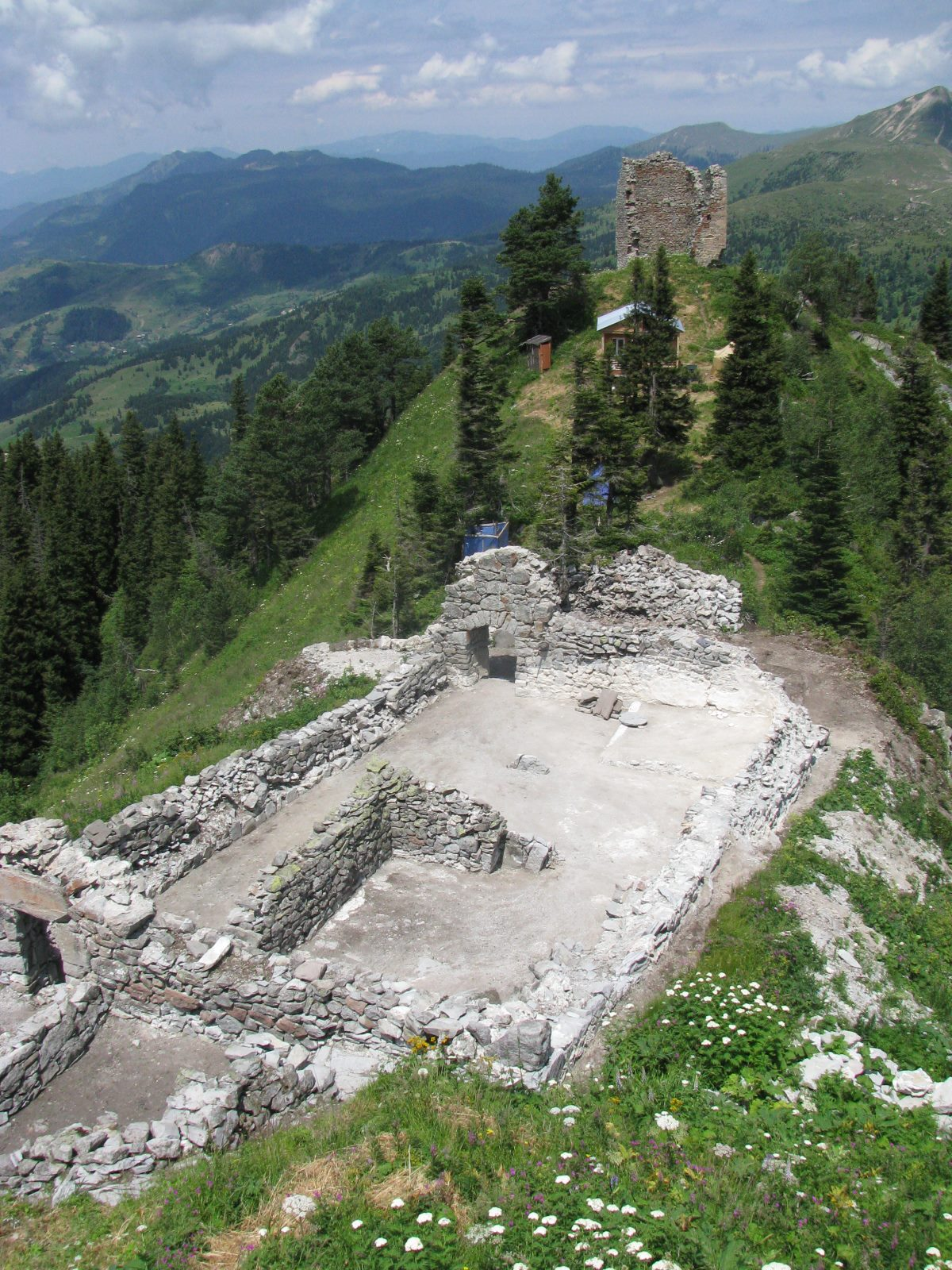
Fortaleza de Jijani